# دوين هانسون
دوين هانسون (بالإنجليزية: Duane Hanson)‏ هو نحات ومصور وفنان أمريكي، ولد في 17 يناير 1925 في ألكساندريا في الولايات المتحدة، وتوفي في 6 يناير 1996 في بوكا راتون في الولايات المتحدة.

## وصلات خارجية
- دوين هانسون على موقع الموسوعة البريطانية (الإنجليزية)
- دوين هانسون على موقع مونزينجر (الألمانية)